# Amor supremo
Amor supremo es el segundo álbum de estudio de la cantante y compositora mexicana Carla Morrison, lanzado el 6 de noviembre de 2015 por Cósmica e Intolerancia Récords. El álbum consta de trece pistas originales. Tres sencillos fueron lanzados como oficiales; «Un beso» el 21 de septiembre de 2015, «Tu atacas» el 21 de octubre de 2015 y «Todo pasa» el 3 de noviembre de 2015. Amor supremo ocupó el lugar número 1 de los Álbumes Pop Latino de la revista Billboard en los Estados Unidos.
El álbum recibió críticas favorables por parte de los especialistas quienes elogiaron el trabajo de Morrison. Así mismo el disco obtuvo diferentes nominaciones para premios como el Grammy Latino en la categoría a Mejor Álbum Alternativo, en los Premios Grammy americanos de 2017 a Mejor álbum de rock latino, urbano o alternativo, y al Premio Lo Nuestro como Álbum del Año.

## Lista de canciones
| N.º   | Título               | Duración |  |
| 1.    | «Un beso»            | 4:19     |  |
| 2.    | «Flor que nunca fui» | 4:31     |  |
| 3.    | «Vez primera»        | 5:00     |  |
| 4.    | «Azúcar morena»      | 4:38     |  |
| 5.    | «No vuelvo jamás»    | 4:49     |  |
| 6.    | «Cercanía»           | 4:52     |  |
| 7.    | «Devuélvete»         | 3:58     |  |
| 8.    | «Mi secreto»         | 4:29     |  |
| 9.    | «Tierra ajena»       | 5:07     |  |
| 10.   | «Yo vivo para ti»    | 5:06     |  |
| 11.   | «Tú atacas»          | 5:50     |  |
| 12.   | «Mil años»           | 4:24     |  |
| 13.   | «Todo pasa»          | 5:45     |  |
| 57:33 |                      |          |  |

## Recepción
James Christopher Monger de AllMusic le dio al álbum cuatro estrellas de cinco, y lo nombró como un álbum con «sutiles florituras electrónicas y reforzado por la impecable voz de Morrison, Amor supremo es tan lujoso en cuanto a sonido como melodramático y cargado de emociones, lo que sugiere una Lana Del Rey en español a través de Björk de la era Homogenic». Calificó a «Un beso», como una canción seductora, también escribió «Amor supremo maneja la difícil tarea de lograr el equilibrio perfecto entre la atmósfera y el arte».
Por su parte, Stephen M. Deusner de Pitchfork calificó al álbum con una puntuación de 8.0 puntos sobre 10 y lo denominó como uno de los «discos pop más genuinamente conmovedores de 2015». Y añadió que «No vuelvo jamás» es «un himno suspirante que se abre con la cantautoa mexicana entregando una cascada de sílabas sin palabras que suenan menos como una voz humana que como un instrumento de viento... Esta es música pop con un saludable sentido de grandeza».

## Listas

### Semanales
| País           | Lista                              | Mejor posición | Ref.   |
| -------------- | ---------------------------------- | -------------- | ------ |
| Estados Unidos | Álbumes Pop Latino (Billboard)     | 1              | [ 6 ]  |
| Estados Unidos | Top Álbumes Latino (Billboard)     | 4              | [ 10 ] |
| Estados Unidos | Álbumes Independientes (Billboard) | 36             | [ 11 ] |

## Nominaciones
| Año  | Entrega           | Categoría                                        | Nominación   | Resultado | Ref.   |
| ---- | ----------------- | ------------------------------------------------ | ------------ | --------- | ------ |
| 2016 | Grammy Latinos    | Mejor álbum alternativo                          | Amor supremo | Nominado  | [ 12 ] |
| 2017 | Grammy Awards     | Mejor álbum latino de rock, urbano o alternativo | Amor supremo | Nominado  | [ 13 ] |
| 2017 | Premio Lo Nuestro | Álbum del Año                                    | Amor supremo | Nominado  | [ 14 ] |